# Federal Law Enforcement Training Center

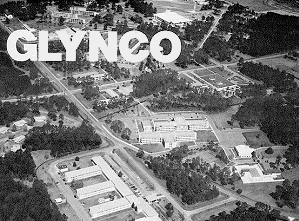
FLETC-Campus Glynco (ca. 1982)

Das Federal Law Enforcement Training Center (FLETC) ist eine Ausbildungsstätte für mehr als 95 amerikanische Polizeien des Bundes sowie einiger internationaler Polizeibehörden. Seit Oktober 2017 ist Thomas J. Walters Leiter der Behörde. Sie ist dem Ministerium für Innere Sicherheit der Vereinigten Staaten (Department of Homeland Security, DHS) zugeordnet.
Die Hauptverwaltung und der größte Campus befindet sich im Glynn County nahe der Hafenstadt Brunswick (Georgia) zwischen Savannah (Georgia) und Jacksonville (Florida). Neben Glynco unterhält die FLETC zwei weitere Ausbildungseinrichtungen in Artesia (New Mexico) und Charleston (South Carolina).

## Geschichte
Studien der 1960er Jahre zeigten einen dringenden Bedarf an hochklassigen, kostengünstigen und modernen Ausbildungsstätten mit einem standardisierten Fächerkanon für die Aus- und Fortbildung von Polizeibeamten des Bundes. Daraufhin wurde das Consolidated Federal Law Enforcement Training Center (CFLETC) geplant, das 1970 als Teil des Finanzministerium (Department of the Treasury), aufgestellt wurde; Grundlage war die Treasury Order #217. Die erste Ausbildungsstätte befand sich in Washington, D.C. Im Jahre 1975 wurde die Organisation umbenannt.
Verwaltet wird das Trainingszentrum seit 2003 durch das Ministerium für Innere Sicherheit der Vereinigten Staaten (Department of Homeland Security, DHS) in Washington. Die Schulen wurden seit ihrer Gründung ständig erweitert, vor allem nach den Terroranschlägen am 11. September 2001.